# Hesketh (Alberta)
Pour les articles homonymes, voir Hesketh (homonymie).
Hesketh est un hameau (hamlet) du Comté de Kneehill, situé dans la province canadienne d'Alberta.

## Démographie
En tant que localité désignée dans le recensement de 2011, Hesketh a une population de 15 habitants dans 5 de ses 5 logements, soit une variation de 0.0% par rapport à la population de 2006. Avec une superficie de 0,109 1 km2, le hameau possède une densité de population de 137,488 5 hab/km2 en 2011.
Concernant le recensement de 2006, Hesketh abritait 15 habitants dans 6 de ses 7 logements. Avec une superficie de 0,109 1 km2, le hameau possédait une densité de population de 137,5 hab/km2 en 2006.